# Je vous salue ma France...
Je vous salue ma France est un poème de Louis Aragon sur le thème de la libération française paru en 1943.

## Historique
Publié clandestinement dans le livre d'Aragon, Le Musée Grévin, aux Éditions de Minuit en août-septembre 1943 mais non signé, le poème est repris chez Coueslant en 1944, sous la forme d'un opuscule de 7 pages. Les vers sont cités à la radio de Londres par le général De Gaulle.

## Le poème
En alexandrins, il vante l'énergie du pays et s'adresse aux déportés. Le deuxième vers du septième quatrain comporte néanmoins une erreur géographique :
« Je vous salue ma France où l'oiseau de passage
De Lille à Roncevaux de Brest au Mont-Cenis
Pour la première fois a fait l'apprentissage
De ce qu'il peut coûter d'abandonner un nid »
Or Roncevaux, vraisemblablement citée en référence à la bataille de Roncevaux rendue célèbre dans la chanson de Roland, ne se situe pas en France mais en Espagne.